# کرغند
کُرغُند روستایی در دهستان کرغند بخش نیمبلوک شهرستان قائنات استان خراسان جنوبی ایران است. بر پایه سرشماری عمومی نفوس و مسکن در سال ۱۳۹۰ جمعیت این روستا ۳۲۵۳ نفر (در ۹۴۱ خانوار) بوده‌است.